# Paulo Roberto Davoli
Paulo Roberto Davoli, ou simplesmente Paulo Davoli (Mogi Mirim, 16 de janeiro de 1949 – São José dos Campos, 13 de abril de 2007) foi um futebolista brasileiro, que atuava como zagueiro.
É irmão do ex-meia-direita Rubinho Davoli.

## Carreira
Paulo começou a carreira aos 14 anos no Mogi Mirim. No ano seguinte, foi para a Cerâmica Clube de Mogi Guaçu, onde disputou a Segunda Divisão Estadual como titular.
Como juvenil do Guarani, estreou no Campeonato Paulista de 1966 na zaga central, no lugar de Cidinho.
Em 1968, foi contratado pelo Santos. Reserva de Ramos Delgado, Davoli fez 117 jogos com a camisa do Peixe de 1968 a 1972 e 1975.
Além de Santos e Guarani, Paulo defendeu também o Juventus, Vitória e o São José.
Trabalhou como professor de educação física. Foi um dos primeiros dirigentes Clube Atlético Joseense, onde chegou a ser vice-presidente e treinou as categorias de base do clube.
Faleceu em 2007, vitimado por um câncer que começou na coluna, mas se alastrou por outras partes do corpo.

### Títulos
Santos
- Torneio Roberto Gomes Pedrosa: 1968
- Campeonato Paulista: 1969[14]
- Taça Cidade de São Paulo: 1970[1]